# Albert Hörrmann
Albert Hörrmann, auch Albert Hoerrmann (* 22. April 1899 in München; † 12. Juli 1980 in Gravenbruch), war ein deutscher Schauspieler.

## Leben
Er spielte Ende der 1920er Jahre in Berlin, unter anderem am Theater am Schiffbauerdamm. Rollen waren Pionier Karl in Pioniere in Ingolstadt (1929) und der Mann in Lampels Wir sind Kameraden (1930). Er wirkte auch bei der Uraufführung von Brecht/Gorkis Die Mutter 1932 im Komödienhaus mit.
1939 bis 1944 war Hörrmann am Staatsschauspiel in München engagiert. 1945 bis 1956 agierte er in Oldenburg. In den folgenden Jahren stand er beim Schauspiel Frankfurt auf der Bühne. Er spielte 1961 in Golls Methusalem, 1962 den Tischler in Frischs Andorra, 1973 Vater Borowzow in Ostrowskis Der Abgrund und 1979 in Gerhart Hauptmanns Michael Kramer.
Unter Regisseur Peter Palitzsch verkörperte er unter anderem Puntila in Herr Puntila und sein Knecht Matti (1962 in Wuppertal), den Vater Max in Pinters Heimkehr (1975, Frankfurt) und Domingo in Don Carlos (1979, Frankfurt). 1969 stellte er bei den Bad Hersfelder Festspielen den Bürgermeister in Der Besuch der alten Dame dar.
Hörrmann übernahm seit 1929 verschiedene Filmrollen und führte 1938 in Der nackte Spatz selbst Regie. Einem breiten Publikum bekannt wurde er 1969 bis 1971 durch die populäre Fernsehserie Königlich Bayerisches Amtsgericht als „Ökonomierat Josef Fäustl, Guts- und Brauereibesitzer dahier“.
Beigesetzt wurde Hoerrmann auf dem Waldfriedhof Buchenbusch in Neu-Isenburg.

## Filmografie
| - 1929: Gefahren der Brautzeit - 1931: M - 1931: Gassenhauer - 1933: Kleiner Mann – was nun? - 1933: Drei Kaiserjäger - 1933: Der Page vom Dalmasse-Hotel - 1934: Abschiedswalzer - 1934: Die beiden Seehunde - 1935: Der stählerne Strahl - 1935: Alles um eine Frau - 1935: Der grüne Domino - 1936: Blinde Passagiere - 1937: Starke Herzen - 1937: Gleisdreieck | - 1938: Das Geheimnis um Betty Bonn - 1938: Der nackte Spatz (Regie und Drehbuch) - 1938: Der Tiger von Eschnapur - 1938: Das indische Grabmal - 1939: Der grüne Kaiser - 1939: Der ewige Quell - 1941: Venus vor Gericht - 1949: Verspieltes Leben - 1964: Andorra - 1965: Dr. Murkes gesammelte Nachrufe - 1966: Die Gentlemen bitten zur Kasse - 1969: Die Schrecklichen (Serie Der Kommissar) - 1969–71: Königlich Bayerisches Amtsgericht (Serie) - 1976: Der Hofmeister |